# ASB Classic 2018 - Qualificazioni singolare maschile
Le qualificazioni del singolare maschile dell'ASB Classic 2018 sono state un torneo di tennis preliminare per accedere alla fase finale della manifestazione. I vincitori dell'ultimo turno sono entrati di diritto nel tabellone principale. In caso di ritiro di uno o più giocatori aventi diritto a questi sono subentrati i lucky loser, ossia i giocatori che hanno perso nell'ultimo turno ma che avevano una classifica più alta rispetto agli altri partecipanti che avevano comunque perso nel turno finale.

## Teste di serie
1. Radu Albot (qualificato)
2. Lukáš Lacko (ultimo turno, lucky loser)
3. Tennys Sandgren (ultimo turno, lucky loser)
4. Blaž Kavčič (primo turno)

1. Tarō Daniel (ultimo turno)
2. Rogério Dutra da Silva (qualificato)
3. Tim Smyczek (qualificato)
4. Casper Ruud (qualificato)

## Qualificati
1. Radu Albot
2. Rogério Dutra da Silva

1. Casper Ruud
2. Tim Smyczek

### Lucky Loser
1. Lukáš Lacko

1. Tennys Sandgren

## Tabellone

### Legenda
| - Q = Qualificato - WC = Wild card - LL = Lucky loser | - ALT = Alternate - SE = Special Exempt - PR = Protected Ranking | - w/o = Walkover - r = Ritirato - d = Squalificato |

### Sezione 1
|  | Primo turno | Primo turno  | Primo turno  | Primo turno | Primo turno |  |  | Ultimo turno | Ultimo turno | Ultimo turno | Ultimo turno | Ultimo turno |  |
|  |             |              |              |             |             |  |  |              |              |              |              |              |  |
|  | 1           | Radu Albot   | Radu Albot   | 7           | 6           |  |  |              |              |              |              |              |  |
|  |             | Brydan Klein | Brydan Klein | 5           | 4           |  |  | 1            | Radu Albot   | 5            | 6            | 6            |  |
|  | WC          | Ajeet Rai    | Ajeet Rai    | 1           | 2           |  |  | 5            | Tarō Daniel  | 7            | 3            | 4            |  |
|  | 5           | Tarō Daniel  | Tarō Daniel  | 6           | 6           |  |  |              |              |              |              |              |  |

### Sezione 2
|  | Primo turno | Primo turno            | Primo turno   | Primo turno | Primo turno |  |  | Ultimo turno | Ultimo turno           | Ultimo turno           | Ultimo turno | Ultimo turno |  |
|  |             |                        |               |             |             |  |  |              |                        |                        |              |              |  |
|  | 2           | Lukáš Lacko            | Lukáš Lacko   | 6           | 7           |  |  |              |                        |                        |              |              |  |
|  |             | Rubin Statham          | Rubin Statham | 1           | 5           |  |  | 2            | Lukáš Lacko            | Lukáš Lacko            | 5            | 4            |  |
|  |             | Sam Barry              | 2             | 6           | 5           |  |  | 6            | Rogério Dutra da Silva | Rogério Dutra da Silva | 7            | 6            |  |
|  | 6           | Rogério Dutra da Silva | 6             | 3           | 7           |  |  |              |                        |                        |              |              |  |

### Sezione 3
|  | Primo turno | Primo turno       | Primo turno       | Primo turno | Primo turno |  |  | Ultimo turno | Ultimo turno    | Ultimo turno | Ultimo turno | Ultimo turno |  |
|  |             |                   |                   |             |             |  |  |              |                 |              |              |              |  |
|  | 3           | Tennys Sandgren   | Tennys Sandgren   | 7           | 7           |  |  |              |                 |              |              |              |  |
|  |             | Michał Przysiężny | Michał Przysiężny | 64          | 64          |  |  | 3            | Tennys Sandgren | 7            | 65           | 4            |  |
|  |             | Stéphane Robert   | 3                 | 7           | 63          |  |  | 8            | Casper Ruud     | 6            | 7            | 6            |  |
|  | 8           | Casper Ruud       | 6                 | 63          | 7           |  |  |              |                 |              |              |              |  |

### Sezione 4
|  | Primo turno | Primo turno   | Primo turno   | Primo turno | Primo turno |  |  | Ultimo turno | Ultimo turno | Ultimo turno | Ultimo turno | Ultimo turno |  |
|  |             |               |               |             |             |  |  |              |              |              |              |              |  |
|  | 4           | Blaž Kavčič   | Blaž Kavčič   | 3           | 4           |  |  |              |              |              |              |              |  |
|  |             | Liam Caruana  | Liam Caruana  | 6           | 6           |  |  |              | Liam Caruana | Liam Caruana | 4            | 2            |  |
|  | WC          | Finn Reynolds | Finn Reynolds | 1           | 2           |  |  | 7            | Tim Smyczek  | Tim Smyczek  | 6            | 6            |  |
|  | 7           | Tim Smyczek   | Tim Smyczek   | 6           | 6           |  |  |              |              |              |              |              |  |